# Tetramicra malpighiarum
Tetramicra malpighiarum J.A.Hernández y M.A.Díaz es una orquídea endémica de Cuba, muy rara, que actualmente se considera en peligro crítico de extinción, debido a las pocas poblaciones observadas, al impacto humano asociado al cambio climático, que en su conjunto afecta al medioambiente donde habita. Es la única especie epífita de su género, de muy pequeño tamaño y con flores vistosas. 
El género Tetramicra tiene asignadas 13 especies de orquídeas. Son nativas del Caribe que se encuentran en sustratos fundamentalmente rocosos, y se caracterizan por sus hojas carnosas y flores con 8 polinias, 4 grandes y 4 pequeñas.

## Localización
La especie fue hallada mientras se efectuaban estudios para el diseño y desarrollo de un sendero ecológico en Cabo Cruz, municipio de Niquero, provincia de Granma. 
Las plantas encontradas tenían la peculiaridad de encontrarse viviendo exclusivamente sobre plantas de Malpighia incana y en asociación con un determinado liquen. 
El bosque de la zona de Cabo Cruz pertenece al Parque nacional Desembarco del Granma, por lo que es una zona protegida. 
Esta formación vegetal constituye un bosque siempre verde microfilo costero con abundancia de cactáceas y vestigios de antiguas civilizaciones aborígenes.

## Descripción
Son plantas de hábitos epífitos que se desarrollan en climas cálidos que crecen sobre Malpighia incana de manera exclusiva.
Es la única especie epífita del género Tetramicra que se ha descrito hasta la actualidad. Es de crecimiento cespitoso, sin pseudobulbos y cada planta no excede de 4 a 6 cm de alto. 
Hojas de 3 a 7, en roseta, cilíndricas, erectas o falciformes, con 2 a 3 cm de largo por 1 milímetro de grosor. 
La inflorescencia es terminal, de hasta 6 centímetros de ancho y generalmente produce una sola flor, aunque puede tener hasta 4 flores de manera simultánea. Contiene ocho polinias, 4 grandes y otras cuatro pequeñas. Florece entre los meses de abril a julio. 
Está considerada una de las orquídeas más pequeñas del mundo.